# Sniježnica pod Lisinom
Sniježnica pod Lisinom este o arie protejată (sit de importanță comunitară — SCI) din Croația întinsă pe o suprafață de 0,78 ha, integral pe uscat.

## Localizare
Centrul sitului Sniježnica pod Lisinom este situat la coordonatele 45°23′30″N 14°13′16″E / 45.391763°N 14.221186°E.

## Înființare
Situl Sniježnica pod Lisinom a fost declarat sit de importanță comunitară în iulie 2013 pentru a proteja un număr necunoscut de specii din flora spontană și fauna sălbatică aflate în arealul zonei.

## Biodiversitate
Situată în ecoregiunea mediteraneană, aria protejată conține 1 habitat natural: Peșteri inaccesibile publicului.
La baza desemnării sitului se află un număr nedeclarat de specii protejate.